# Palazzo Amoretti

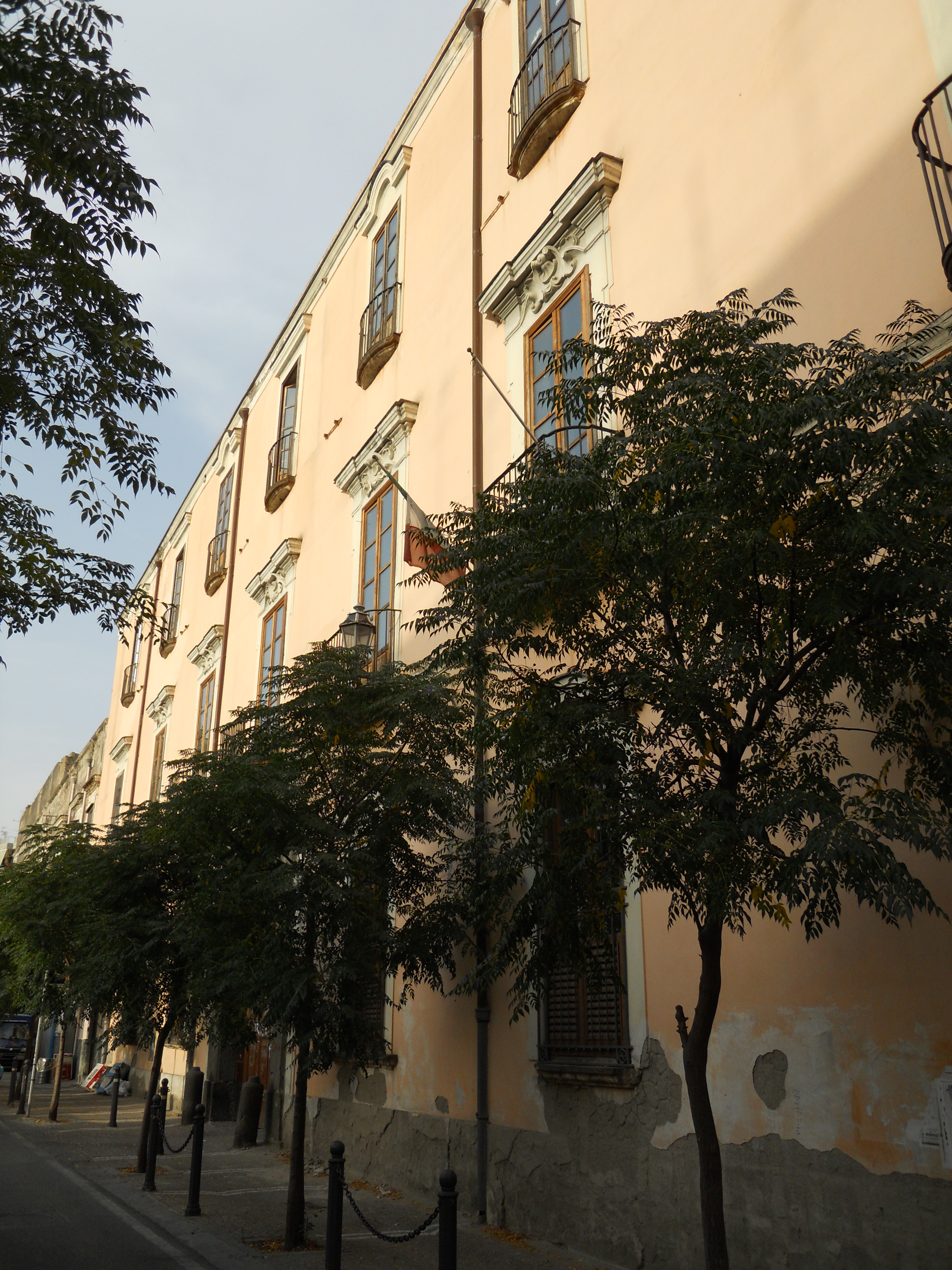
Palazzo Amoretti in Portici

Der Palazzo Amoretti ist ein Palast aus dem 18. Jahrhundert in Portici in der italienischen Region Kampanien. Er liegt an der Via Amoretti und gehört zur Miglio d’oro.

## Geschichte
Das Grundstück, auf dem der Palast steht, gehörte der Familie Amoretti und im Speziellen Baron Francesco Antonio Amoretti seit 1701. Die Verbindung der Gegend mit der Familie wird dadurch bezeugt, dass sie auch in der berühmten Mappa del Duca di Noja (dt.: Landkarte des Herzogs von Noja, von 1775) als „Luogo Amoretti“ bezeichnet ist.
Die Ursprünge des Palastes sind auf den Kanoniker Giovanni Vincenzo Amoretti, Sohn von Francesco Antonio Amoretti und Verwalter der Nachlassbibliothek der Kathedrale von Neapel, zurückzuführen. Das Grundstück, auf dem der Palast gebaut werden sollte, war durch erstarrte Lavaplatten und wildes Unterholz gekennzeichnet und musste daher erst freigeräumt und geebnet werden. Nach diesem Eingriff wurden zunächst einige Bauernhäuser errichtet, die durch zahlreiche, neue Straßen verbunden wurden und um die Neupflanzungen und Weinberge angelegt wurden.
Der Palast wurde 1744 unter der Leitung des Architekten Giovanni del Gaizo errichtet. Das Gebäude wurde zum Zentrum der Gegend und erwarb sich einen guten Ruf, da viele ausländische Besucher es sich zum Aufenthalt erwählten, die den Königspalast Portici und die Villa d’Elboeuf besuchten, um die Sammlungen der Fundstücke aus den Ausgrabungen von Herculaneum und Pompei zu sehen. In diesem Zusammenhang ist die Anwesenheit des österreichischen Kaisers Joseph II. zu erwähnen, der dort im Jahre 1769 im Zuge eines Besuches bei seiner Schwester Maria Karolina, der Gattin von Ferdinand IV. beider Sizilien, 14 Tage lang dort wohnte. Die Annehmlichkeiten und die illustren Besuche dieses Ortes sind darüber hinaus durch die Existenz der Villa de Riso und der Villa Carelli aus dem 18. Jahrhundert, sowie der Villa Vergara bezeugt; in letzterer starb der bedeutende Physiker Macedonio Melloni, der das Vesuv-Observatorium gegründet hatte.
Nach dem Tod von Giovanni Vincenzo Amoretti im Jahre 1764 ging das Eigentum an dem Palast an dessen Bruder und dann, weil dieser ohne Erben starb, an die Congregazione delle Conferenze Spirituali di Napoli über, die den Erlös daraus frommen Werken zuführte. Später gelangte der Palast in die Hände des Kardinals Gustav Adolf zu Hohenlohe-Schillingsfürst und wurde dann in jüngerer Zeit zu einem Schulgebäude. Heute gehört der Palazzo Amoretti der Gemeinde Portici und wurde kürzlich restauriert.

## Beschreibung
Das Gebäude erstreckt sich um zwei Innenhöfe und ist durch eine Fassade gekennzeichnet, die schlicht mit Stuck verziert ist, um den Mittelteil und das Eingangsportal hervorzuheben. Es gibt zwei Votivtafeln, die dem Heiligen Nikolaus und der Madonna der Unbefleckten Empfängnis geweiht sind und darüber hinaus eine Kapelle der Unbefleckten Empfängnis.
‚‚Nocerino‘‘ berichtet insbesondere, dass die Kapelle 1750 erbaut worden sei und ursprünglich drei Altäre gehabt haben soll, von denen sich aber jede Spur verloren hätte. Desgleichen gibt es heute keine Spur mehr von der „Sontuosissima Farmacia“ (dt.: Sehr verschwenderische Apotheke), die auf der großen Steintafel an der Fassade des Palastes erwähnt ist. Diese Steintafel, die für Giovanni Vincenzo Amoretti von feierlichem Wert war, listet die verschiedenen Eingriffe auf, die in diesem Gebiet durchgeführt wurden und seine Verwandlung von einem wild bewachsenen und ungastlichen Ort zu einem der renommiertesten Bezirke des Königreichs beider Sizilien bewerkstelligten.
Der Palast hat im Laufe der Zeit, entsprechend den verschiedenen Nutzungsänderungen, viele Umbauten über sich ergehen lassen, die teilweise die ursprüngliche Auslegung auslöschten. Zu sehen ist aber weiterhin die große Ehrentreppe, die ebenfalls mit Stuck dekoriert ist und den Zugang zum ersten Obergeschoss vermittelt. Auf der dem Palast gegenüberliegenden Straßenseite ist das rustikale Gebäude noch sichtbar, das früher den Bauern in Diensten des Kanonikers als Wohnstatt diente.

## Bildergalerie

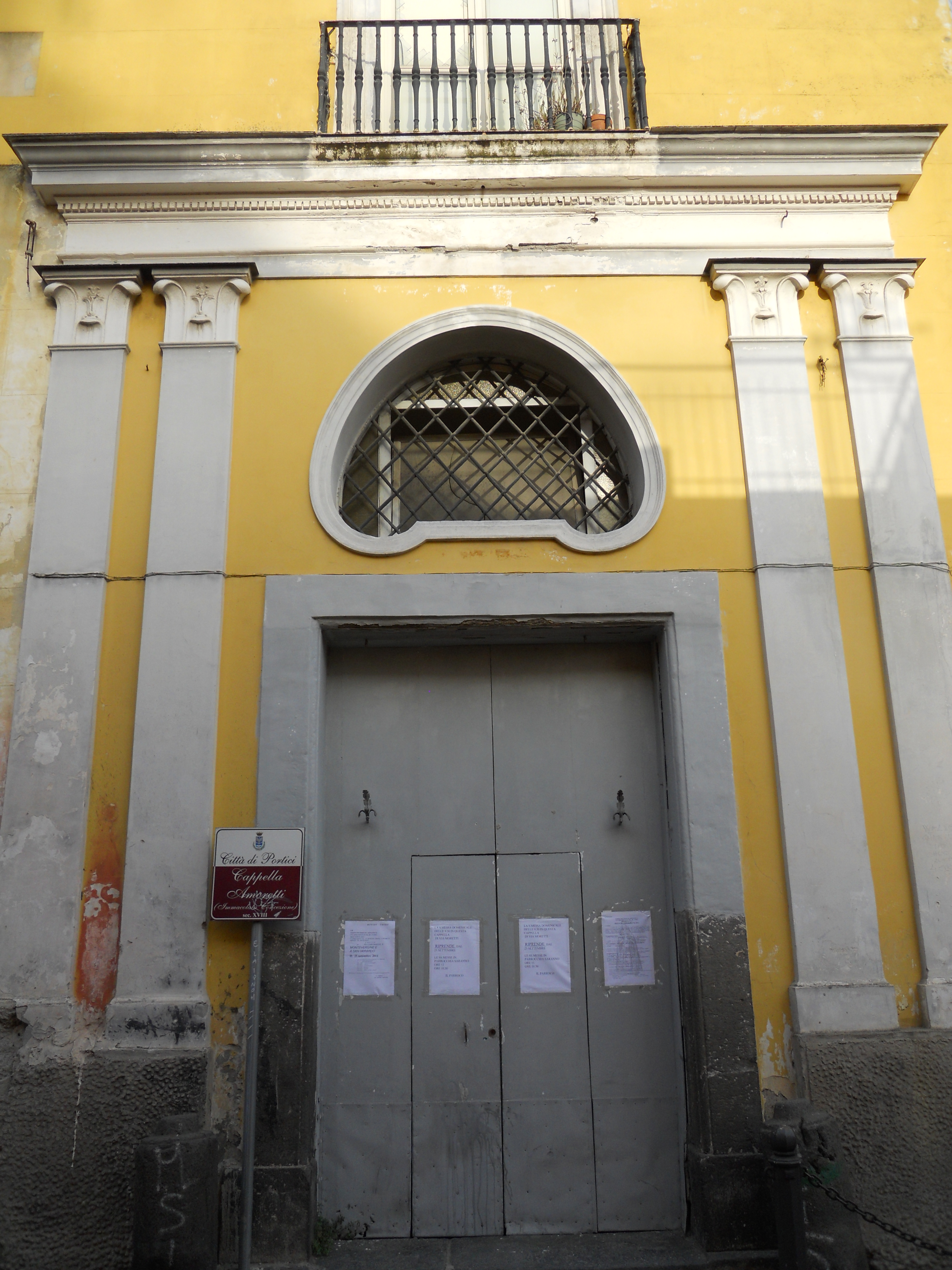
Die Kapelle der Unbefleckten Empfängnis
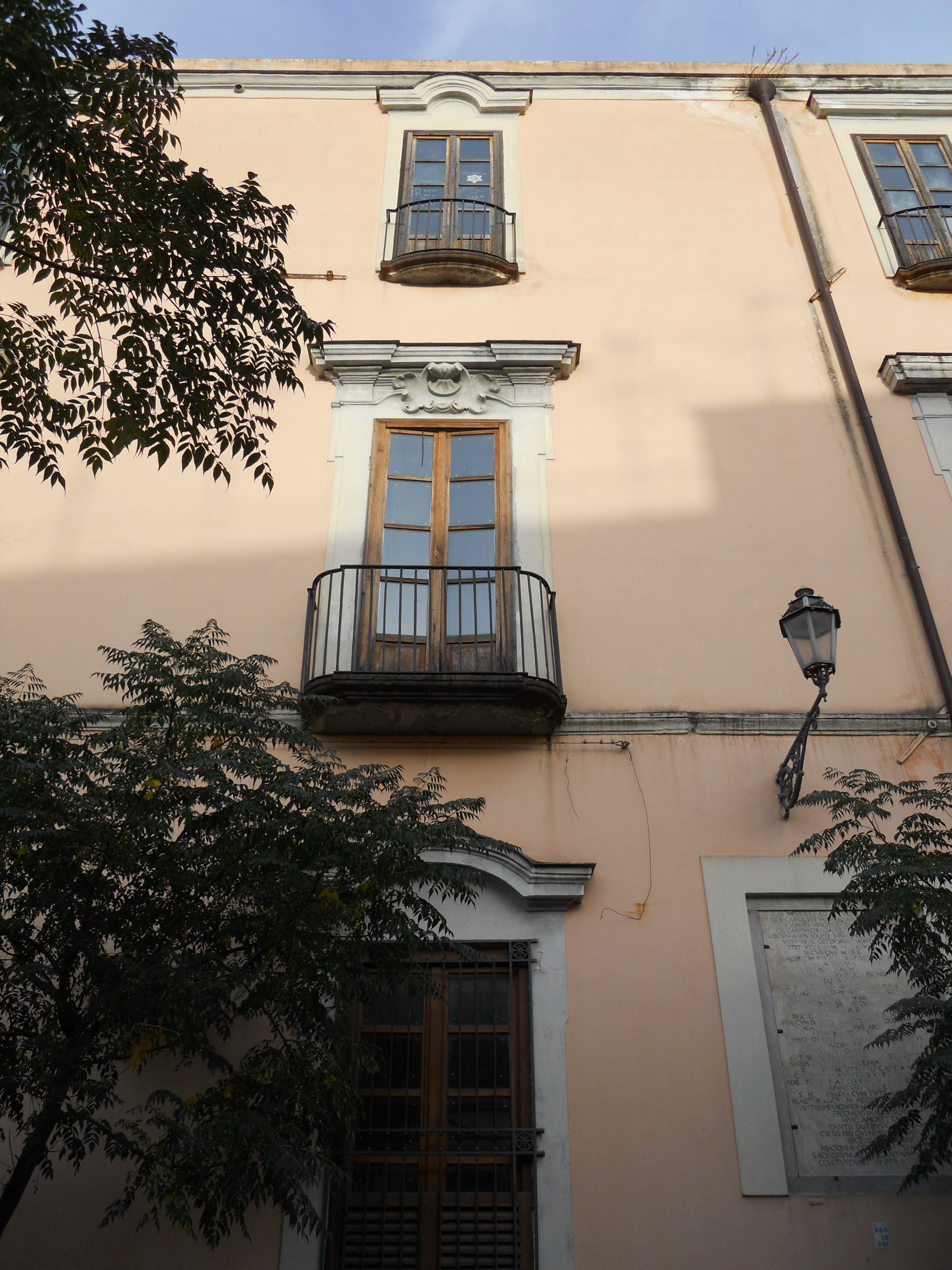
Fassade – auf der rechten Seite die Erinnerungstafel an die Werke von Giovanni Vincenzo Amoretti
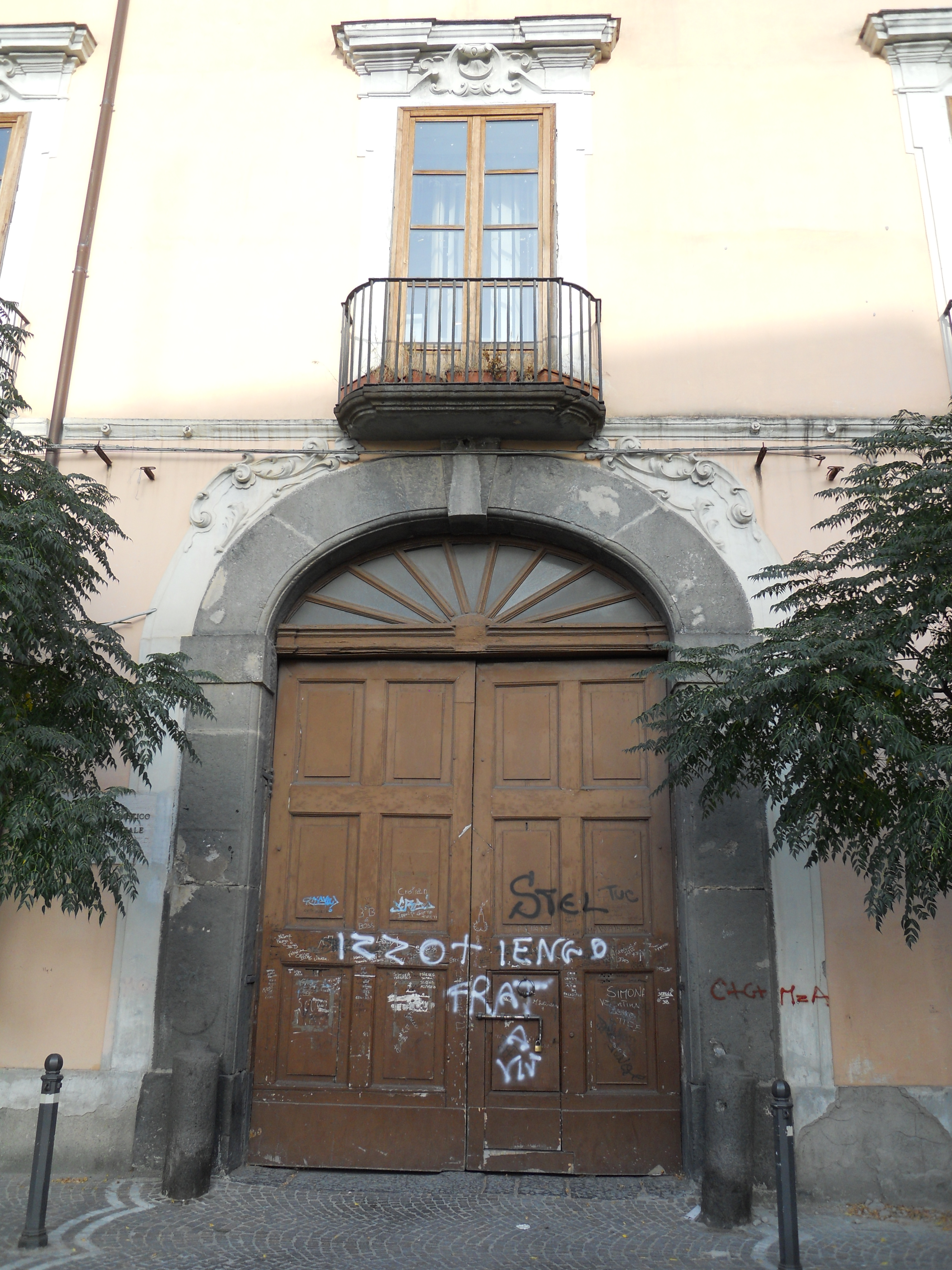
Das Eingangsportal, durch Graffiti verunstaltet